# Paul Kirnig
Paul Kirnig (ur. 16 marca 1891 w Bielsku, zm. 24 sierpnia 1955 w Wiedniu) – austriacki malarz i grafik, znany przede wszystkim z przedstawień motywów industrialnych. Ukończył wiedeńską Szkołę Rzemiosła Artystycznego. Do jego najważniejszych nauczycieli należeli Franz Cizek i Bertold Löffler. On sam wykładał w tejże szkole w latach 1935–1953. W roku 1955 za przedstawianie motywów technicznych i industrialnych w udramatyzowujący i heroizujący sposób otrzymał Nagrodę Miasta Wiednia w Dziedzinie Sztuk Pięknych.